# Коник
Коник или Полски коник е дребна примитивна порода полудиви коне, произхождащи от Полша, които фенотипно наподобяват на изчезналия подвид на коня тарпан.
Заедно с коня на Хек, коня на Хегард и сорарийския кон тя е сред породите, при които освен че носят гените на тарпана, чрез продължителна селекция е постигната прилика максимално близка до описанието на тарпана. Получената порода се характеризира с устойчивост към резките климатични промени, плодовитост, силна имунна система. Представителите са пригодени да намират храна в природата, успяват да оцеляват без човешка помощ и да се предпазват от хищници.

## История на породата
През 1780 г. последните тарпани обитаващи полските земи били уловени и изпратени за отглеждане във ферма на фамилията Замойски, намираща се близо до Билгорай. През 1806 г. тези диви коне са предоставени от богатата фамилия за отглеждане от бедните местни селяни. Тарпаните били кръстосвани с представители на други местни породи коне. През 1914 г. Ян Грабовски и Станислав Шчуч описват малки примитивни коне, които се отглеждат в стопанствата в района. През 1920 г. същите примитивни коне привличат вниманието на професор Тадеуш Ветулани от университета в Познан. Нарича ги с името „Полски коник“.
През 1936 г. Ветулани събира екземпляри от района, които най-много наподобяват на дивите тарпани, в създаден резерват към Беловежката гора. Тук той извършва избирателно кръстосване с цел да се възстановят белезите на древния им прародител. По време на Втората световна война, половината от тези коне били транспортирани до Германия и така останали безвъзвратно изгубени. След края на войната от стадото оцеляват само 15 индивида, които са родоначалниците на съществуващата днес порода.

## Биологични характеристики
Конете описани от Тадеуш Ветулани били ниски. Достигали 110 - 130 cm височина при холката, предимно сивокафяви с тъмно райе на гърба. Често и крайниците били раирани. Две от описаните животни – жребец и кобила, сменяли цвета на козината си при линеенето. Козината им избледнявала, а в областта на глезените, гривата и опашката оставала тъмна.
Днес конете от породата са здрави с добре развито социално поведение. Движат се на стада, наречени хергелета, в които успешно съвместно се защитават от хищници. Представителите са ниски, силни и набити. Височината при холката е 134 cm, а обиколката на гърдите е 168 cm. Главата е с прав профил, шията е ниско поставена спрямо гърдите. Гривата е гъста, цветът е кестеняв като този на тялото, шията, главата и горната част на крайниците е със сив оттенък, често оприличаван на „миши цвят“.

## Разпространение
Общата численост на полския коник в света е около 4000 индивида, като половината от тях живеят в Холандия. Отглежда се на свобода в редица природни паркове. През 2010 г. 21 коня са реинтродуцирани в Латвия. В предишни години тарпани от Холандия са били реинтродуцирани в природата на Великобритания, Франция, Белгия и Германия.
В началото на септември 2011 г. в района на село Сбор, община Крумовград от Холандия са докарани дванадесет коня от породата Полски коник. Интродуцирането им в района на Източните Родопи е част от българо-холандския проект „Новото тракийско злато“. Първата година от пребиваването си конете са отглеждани в ограждения с цел по-лесно да привикнат към планинските условия и да бъдат предпазвани от вълците в района. През първите месеци на 2012 г. се раждат и първите две кончета.